# Петя на моята Петя
„Петя на моята Петя“ е български игрален филм от 2021, вдъхновен от живота и творчеството на поетесата Петя Дубарова. Режисьор е Александър Косев, по сценарий на Нели Димитрова и Валентина Ангелова. Оператор е Иван Вацов, а музиката е дело на композитора Георги Стрезов. Продуцент на филма е Николай Урумов („Бъф Пикчърс“ ЕООД). Премиерата на филма в кината е на 21 януари 2022 г.
Филмът е заснет в Бургас, като най-вече в училището СУХЕП „Св. св. Кирил и Методий“.

## История
„Петя на моята Петя“ носи заглавието на разказа на превърналата се в легенда поетеса Петя Дубарова. Сценарият повдига завесата на миналото, за да представи на съвременните млади хора Петя Дубарова и нейния талант.
Подходът в създаването на филма е да свърже бъдещето с миналото. Историята е изградена върху връзките и паралелите между две тийнейджърки от различно време: Петя Дубарова и Петя Монова. Едната е дръзка и модерна, а другата – както е представена във филма – мъдра и митична.
„Петя на моята Петя“ задава въпроси, а съвременната Петя от филма трябва да открие своите отговори в един свят, където системата си остава същата въпреки годините разлика.

### Кратко резюме
Новата учебна година започва с внезапни промени. Нов директор, нови правила и тежък инцидент, който ще промени живота на група младежи от 11-и клас. На фона на несправедливостта в гимназията, едно момиче решава да действа и да се бори срещу всичко, което превръща съучениците ѝ „в консервни кутии без етикети“. Защото системата в лицето на директор Крачунов обича послушните и не толерира различните. 40 години след смъртта на любимата ѝ поетеса Петя Дубарова, Петя ще открие смисъла в това да живее и обича истински.

## Актьорски състав
| Роля           | Изпълнител         |
| -------------- | ------------------ |
| Петя Дубарова  | Алиса Атанасова    |
| Петя Монова    | Александра Костова |
| Иван Крачунов  | Юлиан Вергов       |
| Анди           | Ясен Атанасов      |
| Джула          | Алена Вергова      |
| Мони           | Мартин Методиев    |
| Бочева         | Албена Павлова     |
| Златков        | Моню Монев         |
| Владо          | Орлин Павлов       |
| Искра          | Искра Донова       |
| Коста          | Васил Банов        |
| бащата на Мони | Емил Марков        |
| Тома Чорапа    | Александър Милчев  |

## Награди
От 39-ото издание на фестивала „Златна роза“:
- За дебют,[2]
- Главна женска роля на Александра Костова,[3]
- За постижения в пълнометражното кино на Албена Павлова.[4]